# Lagochilus
Lagochilus, biljni rod iz porodice usnatica , smješten u tribus Leonureae, dio potporodice Lamioideae. Pripada mu 45 vrsta trajnica raširenih po Aziji: Srednja Azija (oko 25 endema), zapadni Sibir, Iran, Afganistan, SZ Indija, Kina, Mongolija.

## Ljekovitost
Rod Lagochilus (Lamiaceae) porijeklom je iz središnje, južne središnje i istočne Azije. Vrlo su otporne na sušu i smatraju se tipičnim planinskim biljkama. Sastoji se od 45 vrsta, većina ih se često koristi kao biljni lijekovi za liječenje raznih bolesti tisućama godina, posebno u azijskim zemljama. Vrste ovog roda pokazuju različite farmakološke učinke, kao što su hemostatska, antispazmodička i antiedemska svojstva, a mogu se koristiti protiv krvarenja, koronarne bolesti srca, bolova u prsima, kožnih bolesti, bolova u želucu i kao sredstvo za smirenje. Najčešće prijavljena svojstva uključuju opuštanje, nesanicu, demenciju, euforiju i suptilne perceptivne promjene. Lagochilus se također koristi za liječenje alergija i kožnih bolesti. Farmakološke studije su pokazale da uglavnom diterpenoidi imaju hemostatsku sposobnost.
Prijašnja kemijska ispitivanja roda su ograničena zbog činjenice da su mnoge vrste klasificirane kao ugrožene, a sakupljanje ovih biljaka nije jednostavno. Međutim, ovaj napor na kemijskom profiliranju biljaka koje pripadaju rodu doveo je do izolacije i karakterizacije mnogih diterpena, flavonoida, iridoida, triterpena i polisaharida. Diterpen lagohilin i njegovi derivati spadaju među obećavajuće hemostatike. 

## Vrste
1. Lagochilus acutilobus (Ledeb.) Fisch. & C.A.Mey.
2. Lagochilus alutaceus Bunge
3. Lagochilus androssowii Knorring
4. Lagochilus aucheri Boiss.
5. Lagochilus balchanicus Czerniak.
6. Lagochilus botschantzevii Kamelin & Tzukerv.
7. Lagochilus bungei Benth.
8. Lagochilus cabulicus Benth.
9. Lagochilus cuneatus Benth.
10. Lagochilus diacanthophyllus (Pall.) Benth.
11. Lagochilus ferganensis Ikramov
12. Lagochilus grandiflorus C.Y.Wu & S.J.Hsuan
13. Lagochilus gypsaceus Vved.
14. Lagochilus hindukushi Kamelin & Gubanov
15. Lagochilus hirsutissimus Vved.
16. Lagochilus hirtus Fisch. & C.A.Mey.
17. Lagochilus hispidus (Bél.) Fisch. & C.A.Mey.
18. Lagochilus ilicifolius Bunge ex Benth.
19. Lagochilus inebrians Bunge
20. Lagochilus kaschgaricus Rupr.
21. Lagochilus khorassanicus Zeraatkar, F.Ghahrem. & Joharchi
22. Lagochilus knorringianus Pavlov
23. Lagochilus kschtutensis Knorring
24. Lagochilus lanatonodus C.Y.Wu & S.J.Hsuan
25. Lagochilus leiacanthus Fisch. & C.A.Mey.
26. Lagochilus longidentatus Knorring
27. Lagochilus macracanthus Fisch. & C.A.Mey.
28. Lagochilus nevskii Knorring
29. Lagochilus occultiflorus Rupr.
30. Lagochilus olgae Kamelin
31. Lagochilus paulsenii Briq.
32. Lagochilus platyacanthus Rupr.
33. Lagochilus platycalyx Fisch. & C.A.Mey.
34. Lagochilus proskorjakovii Ikramov
35. Lagochilus pubescens Vved.
36. Lagochilus pungens Schrenk
37. Lagochilus quadridentatus Jamzad
38. Lagochilus schugnanicus Knorring
39. Lagochilus seravschanicus Knorring
40. Lagochilus setulosus Vved.
41. Lagochilus subhispidus Knorring
42. Lagochilus taukumensis Tzukerv.
43. Lagochilus turkestanicus Knorring
44. Lagochilus vvedenskyi Kamelin & Tzukerv.
45. Lagochilus xianjiangensis G.J.Liu

## Sinonimi
- Lagochilopsis Knorring; Novit. Syst. Pl. Vasc., Acad. Sci. URSS, 197 (1966)
- Chlainanthus Briq.; Nat. Pflanzenfam. [Engler & Prantl] IV, 3a: 257 (1896)
- Yermoloffia Bél.; Voy. Indes Or.: t. s. n. (1846)